# おとめ座OX星
おとめ座OX星（おとめざOXせい、OX Virginis、OX Vir）は、おとめ座の脈動変光星。

## 特徴
おとめ座OX星は、フェアボーン天文台に設置されたウィーン大学の自動光電測光望遠鏡による観測から、2001年に変光星であることが発見された。それまでは寧ろ、おとめ座RW星などの観測に用いられる比較星として観測されていた。その後、2003年に変光星総合カタログの第77次変光星名一覧において、正式に変光星として登録された。
おとめ座OX星は、半規則型変光星で、細分類はSRS型ではないかとみられる。SRSという変光星分類は、2001年に発行された変光星総合カタログの第76次変光星名一覧で、半規則型変光星の新たな細分類として加わった型で、変光周期が数日から1ヶ月程度と短い赤色巨星が分類される。変光周期は一通りではなく、変光幅は概ね0.3等未満とされる。おとめ座OX星自身は、スペクトル型がM1/2 IIIと分類される赤色巨星である。明るさは、6.64等から6.75等の間で変化し、変光周期は20日程度と見積もられている。

## 名称
「おとめ座OX星」という名称は、変光星の命名規則に従って付与されたもので、おとめ座で311番目の変光星であることを意味する。